# Чигарьова
Чигарьо́ва (рос. Чигарёва) — присілок у складі Аромашевського району Тюменської області, Росія.
Населення — 259 осіб (2010, 256 у 2002).
Національний склад станом на 2002 рік:
- росіяни — 97 %